# Тулуксак (Аляска)
Тулуксак (англ. Tuluksak, центр. юпик Tuulkessaaq) — статистически обособленная местность, которая находится в зоне переписи Бетел, Аляска, Соединённые Штаты Америки. По данным переписи 2010 года население составляло 373 человека.

## География
По данным Бюро переписи населения США, статистически обособленная местность имеет общую площадь 3,1 квадратной мили (8,0 км²), из которых 3 квадратные мили (7,8 км²) — это земля и 0,1 квадратной мили (0,26 км² — 2,24 %) — вода.

## Демография
По данным переписи 2000 года в Тулуксаке насчитывалось 428 человек, 86 домашних хозяйств и 76 семей. Плотность населения составляла 140,1 человека на квадратную милю (54,2 / 1 км²). Было 93 единицы жилья при средней плотности 30,4 на квадратную милю (11,8 на 1 км²). Расовый состав СОМ составлял 5,14 % белых, 94,16 % коренных американцев и 0,70 % азиатов.
Было 86 домашних хозяйств, из которых 53,5 % имели детей в возрасте до 18 лет, проживающих вместе с ними, 59,3 % были женатыми парами, живущими вместе, 9,3 % семей — женщины проживали без мужей, а 11,6 % не имели семьи. 11,6 % всех домохозяйств состоят из отдельных лиц, а 3,5 % из них живут одинокими, кому было 65 лет и старше. Средний размер домохозяйства составил 4,98, а средний размер семьи — 5,37.
Возрастной состав население по данным CDP был: 39,7 % в возрасте до 18 лет, 12,4 % с 18 до 24, 28,7 % с 25 до 44, 11,4 % с 45 до 64 и 7,7 % в возрасте 65 лет и старше. Медианный возраст составлял 24 года. На каждые 100 женщин приходилось 117,3 мужчин. На каждые 100 женщин в возрасте 18 лет и старше приходилось 106,4 мужчин.
Средний показатель доходов для домашнего хозяйства в CDP составлял 31 563 доллара США, а средний доход для семьи составлял 33 125 долларов США. Средний доход мужчин составил 21 250 долларов США против 31 250 долларов США для женщин. Доход на душу населения для CDP составлял 7 132 доллара США. Около 21,3 % семей и 27,9 % населения были ниже черты бедности, в том числе 33,6 % из них моложе 18 лет и 11,1 % в возрасте 65 лет и старше.